# Minareten i Jam
34°23′48″N 64°30′58″Ø / 34.39667°N 64.51611°Ø
Minareten i Jam ligger i det vestlige Afghanistan og er opført på UNESCOs verdensarvsliste. Den ligger i distriktet Shahrak i Ghowr-provinsen, ved floden Hari Rud. Den 65 meter høje minareten, som ligger omgivet af op til 2.400 meter høje bjerge, blev bygget i 1190'erne, udelukkende af tegl. Den er kendt for sine detaljerede stukkaturer, murstens- og glaserede keramiske dekorationer bestående af alternative bånd af kufisk og nashki kalligrafi, geometriske mønstre og vers fra Koranen (suraen Maryam, om Maria , Jesu mor). Stedet er også opført på listen over truede verdensarvsteder.

## Historie
Minareten i Jam ligger formentlig hvor ghuridernes sommerhovedstad en gang lå, i Firuzkuh (Firuz Koh). Ghuriderne kontrollerede i det 12. og 13. århundrede ikke bare Afghanistan, men også dele af det østlige Iran, Nord-Indien og dele af Pakistan.
Den arabiske inskription som daterer minareten er uklar – der kan stå 1193/4 eller, mere sandsynlig, 1174/5. Det kunne dermed være til minde for ghurid-sultanen Ghiyas ud-Dins sejr over ghaznaviderne i 1192 i Delhi, eller nederlaget til ghuzz-tyrkerne i Ghazna i 1173. Forudsætningen er at minareten var knyttet til fredagsmoskeen i Firuzkuh, som ghurid-krønikeren Juzjani hævder blev skyllet bort i en oversvømmelse, nogen tid før de mongolske belejringer. Arkæologiske fund gjort af Minaret of Jam Archaeological Project i Jam har tydet på at der lå en stor borggård ved siden af minareten.
Ghurid-dynastiets glans blev mindre efter Ghiyath ud-Dins bortgang i 1202, da det blev tvunget til at afstå territorium til Khwarezmid-imperiet. Juzjani hævder at Firuzkuh blev ødelagt af mongolerne i 1222.

## Opdagelse
I århundreder var minareten glemt af omverdenen indtil den i 1886 blev genopdaget af Thomas Holdich, som arbejdede for den afghanske grænsekommission. Den blev ikke opdaget af verden før 1957, efter de franske arkæologer André Maricq og Wiets arbejde. Herberg gennemførte begrænsede undersøgelser i området i 1970'erne, før den sovjetiske invasion i 1979 endnu en gang stoppede udenlandsk arbejde.
Det arkæologiske sted Jam blev vellykket nomineret som Afghanistans første verdensarvområde i 2002, under navnet Minaret og fortidsminder i Jam. Stedet blev da også opført på UNESCOs liste over verdensarvssteder i fare, på grund af den prekære forfatning og dårlige bevaring af minareten, og som følge af plyndring i området.

## Stedet
Den cirkulære minaret hviler på et ottekantet fundament; den havde to balkoner af træ og en lanterne på toppen. Det antages at have været en direkte inspiration for Qutb Minar i Delhi, som også blev bygget af Ghurid-dynastiet. Minareten i Jam er den næst højeste minaret af mursten i verden, efter Qutb Minar i Delhi, Indien.
Minareten i Jam tilhører en gruppe på omkring 60 minareter og tårne bygget mellem det 11. og 13. århundrede i Central-Asien, Iran og Afghanistan, fra Kutlug Timur-minareten i Kunja-Urgentj (længe betragtet som den højeste i verden) til tårnet i Ghazni. Minareten antages at være bygget som symbol for islams sejr, mens andre tårne bare var landemærker eller vagttårne.
Det arkæologiske landskab omkring Jam omfatter også ruinerne af et «palads», fæstninger, en keramikovn og en jødisk gravlund, og har været foreslået at være resterne af den forsvundne by Turquoise Mountain.

## Trusler
Minareten i Jam er i dag truet af erosion, vandindfiltration og oversvømmelser på grund af dens beliggenhed nær floderne Hari og Jam. En anden trussel er jordskælvene som ofte ryster regionen. Plyndrere og ulovlige udgravninger har også påført skade på det arkæologiske område omkring minareten. Tårnet er begyndt at hælde, men der er arbejde i gang for at stabilisere det.

## Galleri
- Qasr Zarafshan, august 2005
- Dekoreret eksteriør, august 2005
- Underlag af tørrede mursten nær minareten i Jam, august 2005

## Literatur
- Cruickshank, Dan (23. april 2008). "Meeting with a Minaret". The Guardian.
- Sampietro, Albert (28. juli 2003). "The Minaret of Jam in Afghanistan". albertsampietro.com.
- Dan Cruickshank (ed.), Sir Banister Fletcher's A History of Architecture, Twentieth edition, Architectural Press 1996, ISBN 0-7506-2267-9
- Herberg, W. with D. Davary, 1976. Topographische Feldarbeiten in Ghor: Bericht über Forschungen zum Problem Jam-Ferozkoh. Afghanistan Journal 3/2, 57-69.
- Maricq, A. & G. Wiet, 1959. Le Minaret de Djam: la découverte de la capitale des Sultans Ghurides (XIIe-XIIIe siècles). (Mémoires de la Délégation archéologique française en Afghanistan 16). Paris.
- Sourdel-Thomine, J., 2004. Le minaret Ghouride de Jam. Un chef d'oeuvre du XIIe siècle. Paris: Memoire de l'Academie des Inscriptions et Belles Lettres.
- Rory Stewart, 2006. The Places In Between. Harvest Books. ISBN 0-15-603156-6.
- Thomas, David, 2004. Looting, heritage management and archaeological strategies at Jam, Afghanistan
- Thomas, D.C., G. Pastori & I. Cucco, 2004. “Excavations at Jam, Afghanistan.” East and West 54 (Nos. 1-4) s. 87–119.
- Thomas, D.C., G. Pastori & I. Cucco, 2005. The Minaret of Jam Archaeological Project Arkiveret 16. maj 2006 hos  Wayback Machine at Antiquity
- Thomas, D.C., & A. Gascoigne, in press. Recent Archaeological Investigations of Looting at Jam, Ghur Province, in J. van Krieken (ed.) Afghanistan’s Cultural Heritage: its Fall and Survival. Leiden: E.J. Brill.